# Рождённый вором
«Рождённый вором» (кит. 縱橫四海) — гонконгский криминальный комедийный боевик. Премьера состоялась 2 февраля 1991 года. Хоть в этом фильме и присутствуют фирменные приёмы режиссёра, но на этот раз это не драма, а воровская комедия. Такой подход к фильму вызван желанием Ву сделать более светлый фильм на фоне его работ в жанре «героического кровопролития».

## Сюжет
Джо, Джим и Чери вместе росли и воспитывались криминальным авторитетом, которого называли Отцом. Отец был жестоким, но детям помогал добрый офицер полиции, которого они звали Папа. Отец научил их воровству и со временем эти трое стали высококлассными профессионалами. Они воруют картины из художественных галерей и продают их богатым коллекционерам, чтобы обогатить Отца. Чери постоянно пытается уговорить Джо и Джима бросить воровство и начать спокойную жизнь, и они уже готовы согласиться, но вдруг приходит предложение украсть картину стоимостью в несколько миллионов. Чери отказывается в этом участвовать и отправляется ждать Джо и Джима в аэропорт. Воровская пара удачно крадёт полотно, но за ними увязывается погоня. В итоге картина пропадает, Джо исчезает во время взрыва и только Джиму удаётся добраться до аэропорта. Какое-то время Джим и Чери живут спокойно, но Отец снова требует украсть картину из сейфа на аукционе и Джим не может отказать. И тут неожиданно появляется Джо — живой, но прикованный к инвалидному креслу. Он живёт в большом доме и о нём заботится Папа. Чери просит помочь Джиму и Джо соглашается. Затем идёт гениальная сцена, в которой Чери танцует с Джо в инвалидной коляске, затем с учредителем аукциона, вытаскивая у него ключи от сейфа, а после с Джимом, передавая ему ключи. Джим делает слепок с ключей и подбрасывает его обратно в карман учредителю. Всё это время в зале присутствует офицер Чу, желающий предотвратить кражу. Ночью Джим проникает в хранилище, а Джо сидит в грузовике на улице, подсказывая ему, как следует поступить. Но ни Джим, ни Джо не знают о том, что дверь сейфа захлопнется, как только картина будет снята. Джим попадает в ловушку и, прихватив с собой динамит, ему на помощь спешит Джо. Только он спасает друга, как на них нападают люди Отца. Благополучно расправившись с противниками, они ставят Отцу условие: картина в обмен на деньги. Отец приходит домой к Джо с чемоданом фальшивых денег и, воспользовавшись моментом, когда Джим отвернулся, чтобы посмотреть в чемодан, стреляет в Джо. Тут происходит очередной неожиданный поворот — Джо вскакивает с кресла. Оказывается, что его ноги были здоровы, а под свитером был надет бронежилет. Джо и Джим отбиваются от напавших людей Отца, пока тот ищет картину. В итоге — все противники мертвы, картина сожжена, а Отец лишился своих ног и арестован Папой. Троица воров благополучно садится на яхту и отплывает в Америку.

## В ролях
- Чоу Юньфат — Джо
- Лесли Чун — Джим
- Чери Чун — Чери
- Кон Чу — Офицер полиции Чу/Папа
- Кеннет Цан — Чоу/Отец
- Дэвид Ву — аукционист

## Ремейки
- «Вор в законе» — американский ремейк Джона Ву своей собственной картины. В главных ролях: Сандрин Холт, Иван Сергей и Николас Лиа. Год выхода — 1996.
- По мотивам полнометражного американского фильма был сделан тв-сериал, транслировавшийся с 1997 по 1998 год. Пилотный выпуск снял также Джон Ву.